# Suphalomitus lutemaculatus
Suphalomitus lutemaculatus là một loài côn trùng trong họ Ascalaphidae thuộc bộ Neuroptera. Loài này được C.-k. Yang miêu tả năm 1992.